# Winnipeg Is a Frozen Shithole
Winnipeg is a Frozen Shithole es un álbum de Breakcore de Venetian Snares editado en 2005. Es un disco dedicado a la ciudad natal de Aaron Funk, Winnipeg, Manitoba (Canadá), y al odio que Funk siente por ésta, lo que queda demostrado en cada título de los 9 temas, que de algún modo u otro son una ofensa contra Winnipeg. Aunque los samples incluidos a lo largo del disco, todos los cuales hacen referencia a Winnipeg, dejan entrever más sarcasmo que odio. Entre los samples se encuentran los músicos Randy Bachman y Crash Test Dummies, la película The Saddest Music in the World del director Guy Maddin y un reportero de CKND (una estación de televisión canadiense) informando de una noticia sobre acoso sexual.

## Listado de temas -CD
1. Winnipeg is a Frozen Shithole – 4:32
2. Winnipeg is a Dogshit Dildo – 3:53
3. Winnipeg is Fucking Over – 6:25
4. Winnipeg is Steven Stapleton's Armpit – 2:52
5. Die Winnipeg Die Die Die Fuckers Die – 7:01
6. Winnipeg as Mandatory Scat Feed – 6:49
7. Winnie the Dog Pooh (Not Half Remix) – 4:06
8. Winnipeg is a Boiling Pot of Cranberries (Fanny Remix) – 4:21
9. Die Winnipeg Die Die Die Fuckers Die (Spreading the Hepatitis SKM-ETR Style) – 5:17

## Listado de temas -12"Volumen 1
A1. Winnipeg is a Frozen Shithole

A2. Winnipeg is a Dogshit Dildo

B1. Winnipeg is Fucking Over

Lock Grooves

## Listado de temas - 12" Volumen 2
A1. Die Winnipeg Die Die Die Fuckers Die

Lock Grooves

B1. WWinnipeg as Mandatory Scat Feed

Lock Grooves